# 盐池湾乡
盐池湾乡，是中华人民共和国甘肃省酒泉市肃北蒙古族自治县下辖的一个乡镇级行政单位。
2012年，甘肃省民政厅批复同意设立盐池湾乡（实为恢复设立，2006年并入党城湾镇），乡政府驻地为盐池湾。

## 行政区划
盐池湾乡下辖以下地区：
南宁郭勒村、雕尔力吉村、乌兰布拉格村、奎腾郭勒村和阿尔格勒泰村。